# Brett Aitken
Brett Aitken (Adelaide, 25 gennaio 1971) è un ex pistard australiano.
In carriera vinse tre medaglie olimpiche: una d'oro alle Olimpiadi 2000 tenutesi a Sydney nell'americana, in coppia con Scott McGrory, e due, una d'argento alle Olimpiadi 1996 di Atlanta e una di bronzo alle Olimpiadi 1992 di Barcellona, nell'inseguimento a squadre. Sempre nell'inseguimento a squadre si aggiudicò un oro (1993) e un bronzo (1994) ai campionati del mondo e un oro (1994) e un argento (1990) ai Giochi del Commonwealth.